# Oxyscelio rugosus
Oxyscelio rugosus är en stekelart som först beskrevs av Jean-Jacques Kieffer 1908.  Oxyscelio rugosus ingår i släktet Oxyscelio och familjen Scelionidae. Inga underarter finns listade i Catalogue of Life.